# Пенёнжковице
Пенёнжковице (англ. Pieniążkowice) — село в Польше в гмине Чарны-Дунаец Новотаргского повета Малопольского воеводства.

## География
Село находится в 11 км от административного центра повета города Новы-Тарг и в 61 км от центра воеводства города Краков. Возле села проходит дорога № 958 Хабувка — Чарны-Дунаец — Хохолув — Закопане.

## История
С 1978 по 1995 года село входило в Новосонченское воеводство.